# Focke-Wulf Fw 61
El Focke-Wulf Fw 61, también conocido como Focke-Achgelis Fa 61, fue el primer helicóptero completamente controlable, voló por primera vez en 1936. Fue un helicóptero experimental de la compañía alemana Focke Achgelis.

## Historia y diseño
Las primeras experiencias de Henrich Focke en el campo de los giraviones fueron posibles gracias a la construcción bajo licencia de los autogiros Cierva C.19 y Cierva C.30 que condujeron al desarrollo del helicóptero Fw 61.
El profesor Henrich Focke comenzó el diseño de este helicóptero en 1932. La estructura aérea estaba basada en aquellas ya probadas y usadas para los aviones de entrenamiento. El fuselaje era similar al de un avión ligero de ala fija, equipado con un motor radial Bramo Sh.14A de 160 cv instalado en el morro, cuya misión básica era la de accionar los dos rotores tripalas contrarrotatorios emplazados a ambos costados del fuselaje por medio de un complejo sistema de montantes; también movía una hélice convencional de escaso diámetro, cuya función era la de refrigerar el motor. Los rotores eran totalmente articulados y el control se conseguía mediante el empleo del paso cíclico, el paso diferencial y el paso colectivo diferencial en los ejes longitudinal, direccional y lateral, respectivamente. El control vertical se lograba variando las revoluciones del rotor mediante el empleo del mando de gases, en contraste con el método actual consistente en mantener razonablemente constante la velocidad del rotor y alterar el paso de las palas.

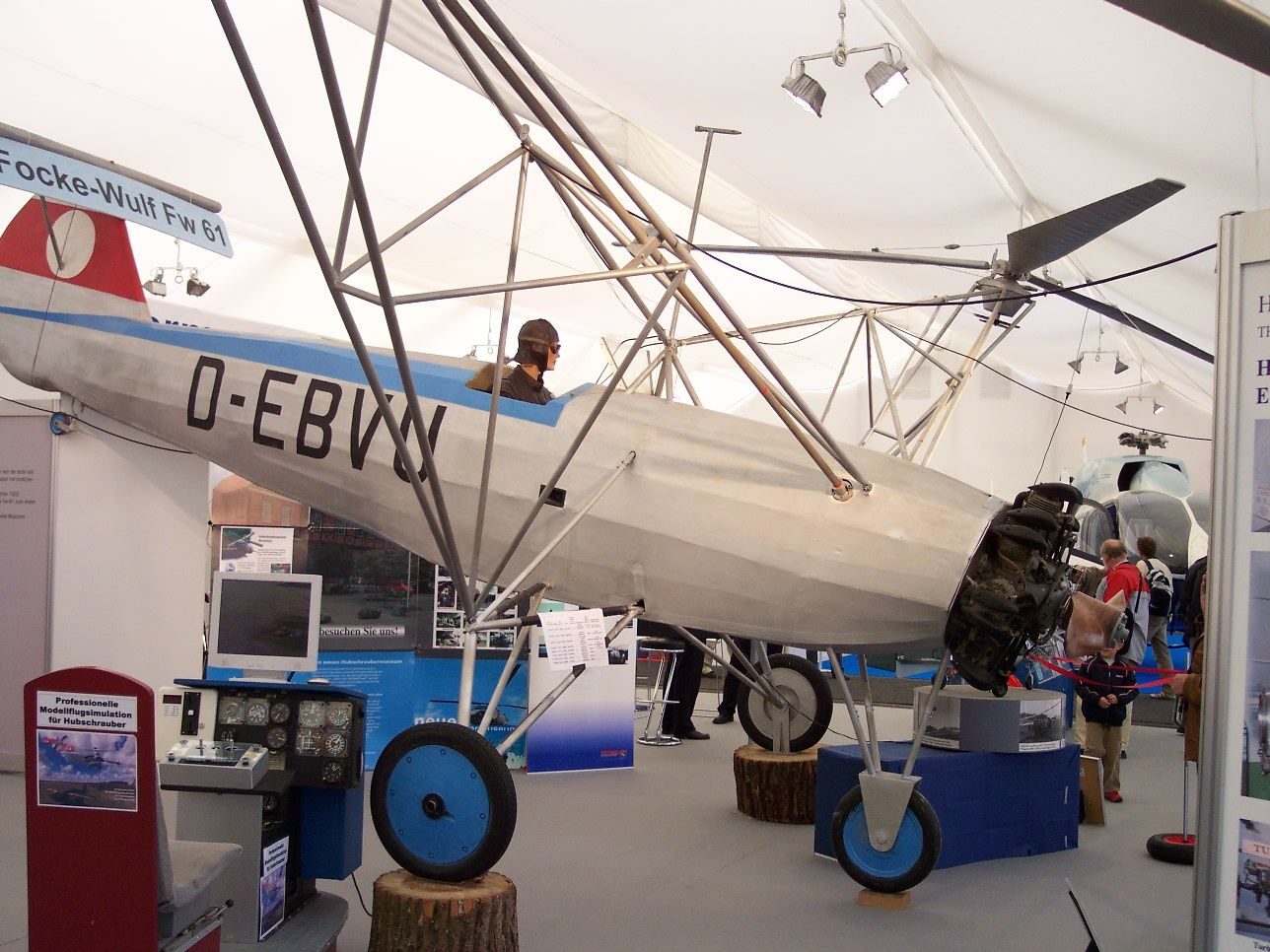
El Fw-61 V1 D-EBVU expuesto en un museo.

Tras el vuelo inaugural el 26 de julio de 1936, que duró 28 segundos (aunque según las anotaciones del propio H. Focke fue de 45 segundos), el prototipo Fw 61 completó su programa inicial de desarrollo y estableció una serie de récords mundiales para autogiros. El 25 de junio de 1937 el piloto de pruebas Ewald Rohlfs se elevó a una cota de 2.440 m y permaneció en vuelo durante 1 hora, 20 minutos y 49 segundos. Al día siguiente estableció un récord de distancia en línea recta de 16,40 km, un récord de velocidad en circuito cerrado de 122,55 km/h y un récord de distancia también en circuito cerrado de 80,6 km.
Posiblemente el vuelo más famoso fue el que llevó a cabo Hanna Reitsch en el Deutschlandhalle en febrero de 1938.
Esta serie de éxitos animó a Deutsche Lufthansa a solicitar un desarrollo de este helicóptero para transportar pasajeros, dando lugar al Fa 266 y al Focke Achgelis Fa 223. Por entonces Henrich Focke había fundado la nueva compañía Focke-Achgelis para dedicarse al tema de los aviones de alas giratorias, lo que explica la redesignación del Fw 61 como Fa 61.

## Especificaciones

### Características generales
- Tripulación: 1 piloto
- Longitud: 7,29 m
- Diámetro rotor principal: 7,01 m
- Altura: 2,64 m
- Peso vacío: 818 kg
- Peso máximo al despegue: 950 kg
- Planta motriz: 1× motor radial de 7 cilindros BMW Bramo 314 E.
  - Potencia: 119 kW (160 HP; 162 CV)
- Hélices: 2 rotores tranversales tripala y 1 hélice frontal bipala

### Rendimiento
- Velocidad máxima operativa (Vno): 122 km/h (76 MPH; 66 kt)
- Velocidad crucero (Vc): 90 km/h (56 MPH; 49 kt)
- Alcance: 230 km (124 nmi; 143 mi)
- Techo de vuelo: 3427 m (11 243 ft)
- Régimen de ascenso: 3,5 m/s (689 ft/min)

### Desarrollos relacionados
- Focke Achgelis Fa 223 Drache
- Focke Achgelis Fa 266 Hornisse

### Aeronaves similares
- Flettner Fl 265
- Flettner Fl 282
- Sikorsky R-4

### Secuencias de designación
- Sistema de designación de aeronaves del RLM: ← He 59 · He 60 · Ju 60 · Fw 61 · He 61 · Fw 62 · He 62 →

### Listas relacionadas
- Anexo:Aeronaves militares de Alemania en la Segunda Guerra Mundial